# Unité urbaine de Rivedoux-Plage
L'unité urbaine de Rivedoux-Plage est une unité urbaine française constituée par Rivedoux-Plage, station balnéaire sur la côte Atlantique de la Charente-Maritime, située à l'est de l'Île de Ré, face à La Rochelle.

## Données générales
En 2010, l'INSEE a procédé à une révision des zonages des unités urbaines de la France; celle de Rivedoux-Plage fait partie des nouvelles unités urbaines de la Charente-Maritime et figure sous le code 17103 selon la nouvelle nomenclature de l'Insee. 
En 2007, avec 2 260 habitants, elle constitue la 29e unité urbaine de Charente-Maritime et elle appartient à la catégorie des unités urbaines de 2 000 à 4 999 habitants.
Par sa population, c'est la dernière unité urbaine de l'Île de Ré qui en compte cinq dont par ordre démographique La Flotte (5 511 habitants), Ars-en-Ré (4 640 habitants),  Sainte-Marie-de-Ré (3 082 habitants) et Le Bois-Plage-en-Ré (2 303 habitants) . 
Avec une densité de population de 500 hab/km² en 2007,
c'est la deuxième unité urbaine la plus densément peuplée de la Charente-Maritime se situant après celle de La Rochelle qui en compte 1 015.

## Délimitation de l'unité urbaine de 2010
Unité urbaine de Rivedoux-Plage dans la délimitation de 2010 et population municipale de 2007
| Commune urbaine | Superficie | Population | Densité de population | Statut       |
| --------------- | ---------- | ---------- | --------------------- | ------------ |
| Rivedoux-Plage  | 4,52 km²   | 2 260 hab. | 500 hab/km²           | Ville isolée |

## Sources et références
1. ↑  Composition de l'unité urbaine de Rivedoux-Plage en 2010 - Source : Insee